# Brad Vis
Pour les articles homonymes, voir Vis.
Brad Vis (né en 1984) est un homme politique canadien qui a été élu pour représenter la circonscription de Mission—Matsqui—Fraser Canyon à la Chambre des communes du Canada de des élections fédérales canadiennes de 2019 à 2025 et de Mission—Matsqui—Abbotsford depuis 2025.

## Biographie
Brad Vis a travaillé dans le secteur agro-alimentaire avant d'être élu au Parlement. Il détient un baccalauréat en sciences politiques de l'Université de la Colombie-Britannique, et une maîtrise en sciences politiques de l'Université Carleton.